# Baseball Stars 2
Baseball Stars 2 es un videojuego arcade de béisbol para 2 jugadores lanzado por SNK en 1992 para la consola de Neo-Geo. Una versión menos caricatura se dio a conocer para el NES por Romstar el mismo año.

## Versión arcade
Se puede seleccionar uno de 18 equipos a través de dos ligas - Liga apasionante (principiante) y Liga de enfrenamientos (experto).
En la Liga apasionante se elige entre:
- New York Monsters
- Tokio Ninjas
- Napoli Angels
- Taipéi Hawks
- Seúl Ivories
- Sídney Griffons
- Oaxaca Rockets
- Barcelona Flames
- Londres Lifeguards

En la Liga de enfrenamientos entre:
- EUA Bisons
- Japón Samuráis
- Korea Dragoon
- Italia Waves
- Taiwán Dragons
- Aussie Thunders
- México Typhoons
- España Galleons
- British Knights

## Versión de NES
Los cambios hechos del original Baseball Stars, lanzado por SNK en 1989, incluyen:
- El atributo de CORRER intuitivamente afecta la velocidad en el campo. La DEFENSA sólo afecta la fuerza de brazo y la variedad que se zambulle.
- Control de tiro mejorado. Este dio al juego un sentimiento ligeramente menos realista comparado a la primera original.
- Mandos de golpeo leve de pelota más fáciles.
- Capacidad de ver lead-offs mientras se lanza/batea.
- 6 lanzadores y 4 jugadores de banco en vez de 5 cada uno.
- Nueva música y animaciones de home-runs.
- Inhabilidad de alquilar a jugadores.

Los equipos incluyen:
- Roma Togas
- Pekín Gladiators
- Tokio Ninjas
- Los Ángeles Stars
- Seúl Apples
- Palameiras Sunblock
- Londres Lords
- Oaxaca Rockets
- París Fries
- Moscú Grizzlies
- Barcelona Bisons
- Toronto Towers
- Caracas Vipers
- Glasgow Moonhawks
- Kiev Tigers
- Stuttgart Pizzazz

Los equipos estelares incluyen:
- All-Star del Oeste A
- All-Star del Oeste B
- All-Star del Oeste C
- All-Star del Oeste D
- All-Star del Oriente A
- All-Star Oriental B
- All-Star Oriental C
- All-Star Oriental D
- SNK Superstars
- Triturador de SNK
- SNK Batallones
- SNK Sementales

Aunque la capacidad de mirar el juego fuera quitada, el juego en sí no sufrió de ese revés. Los jugadores todavía pueden crear ligas de hasta 125 juegos (6 equipos jugando entre sí 25 veces) y ver las estadísticas, como la clasificación de la liga, promedio, cuadrangulares, carreras impulsadas, promedio de carreras logradas, ganados y perdidos. Los jugadores todavía podían encender a jugadores y mejorarlos usando el mismo sistema de 15 puntos introducido en el Baseball Stars original.

## Series
- Baseball Stars (1989)
- Baseball Stars Professional (1990)
- Baseball Stars 2 (1992)